# Šiupyliai
Šiupyliai – wieś na Litwie, w północnej części kraju, w okręgu szawelskim, w rejonie szawelskim.
Według danych ze spisu powszechnego w 2001 roku we wsi mieszkało 395 osób. Według danych z 2011 roku wieś była zamieszkiwana przez 324 osoby – 176 kobiet i 148 mężczyzn.